# Sidi Barrani
Sidi Barrani es una aldea en Egipto, a unos 95 km de la frontera con Libia. Este fue el punto de máxima penetración italiana en su fallida invasión del Protectorado Británico de Egipto en septiembre de 1940, que culminó en la destrucción total del Décimo Ejército italiano a manos de tropas británicas, mucho menos numerosa.
Ocupada de nuevo por las tropas del Eje, tras su victoria en Gazala, fue abandonada definitivamente el 10 de noviembre de 1942 después de la Segunda Batalla de El Alamein.
- Wikimedia Commons alberga una categoría multimedia sobre Sidi Barrani.